# Бузескул Владислав Петрович
Владисла́в Петро́́вич Бузе́скул (нар. 8 березня 1858, Попівка — 1 червня 1931) — український історик античності, академік АН СРСР (1922), академік ВУАН (1925).

## Біографія
Народився в селі Попівка Ізюмського повіту (нині смт Зарічне Донецької області).
Після закінчення філологічного Харківського університету в 1880 був залишений для підготовки на професорське звання, одночасно у приватних гімназіях. З 1885 почав викладати в університеті.
У жовтні 1889 захистив магістерську дисертацію під назвою «Перикл. Историко-критический этюд». У 1895 захистив докторську дисертацію «„Афинская полития“ Аристотеля как исторический источник для истории государственного строя Афин до конца V века». З 1890 на посаді екстраординарного професора кафедри всесвітньої історії, а після захисту докторської дисертації — ординарний професор. У 1910 був обраний членом-кореспондентом Російської академії наук.
Після закриття у 1920 Харківського університету викладав на Тимчасових вищих педагогічних курсах, потім в Академії теоретичних знань та на соціально-історичній секції факультету професійної освіти Харківського інституту народної освіти (ХІНО) до 1924. З 1921 — керівник науково-дослідної кафедри всесвітньої історії (пізніше кафедра європейської культури) при ХІНО. У 1921—1922 рр. був головою Наукового товариства при ХІНО.
За наукові досягнення з історії стародавнього світу В. П. Бузескул у 1922 був обраний академіком Академії наук СРСР, а у 1925 — академіком ВУАН УСРР. У 1926 обраний Почесним головою історико-етнологічного відділу Всеукраїнської наукової асоціації сходознавців, яка була утворена в Харкові.

## Наукова та викладацька діяльність
Досліджував історію Стародавньої Греції, її демократичних інститутів, вивчав старожитності Північного Причорномор'я. Читав курси лекцій з історії стародавньої Греції, нової історії, всесвітньої історіографії, спецкурс «Історія Афінської демократії» та ін.
Наприкінці 1930 — на початку 1931 був підданий критиці за свої праці, як «буржуазні». Останніми роками було видано декілька неопублікованих раніше праць та розпочато перевидання окремих праць В. П. Бузескула.

## Нагороди
- Орден Святого Володимира 3-го ступеня (1909)[4]

## Основні праці
- Перикл. Харьков: тип. Губ. правл., 1889. — VIII, 418, 24 с.
- Генрих Зибель, как историк-политик. Харьков: тип. и литогр. Зильберберг, 1895. 353 с.
- Афинская полития Аристотеля, как источник для истории государственного строя Афин до конца V в. Харьков: тип. Зильберберга, 1895.
- Введение в историю Греции. Харьков, 1-е изд., 1903. 535 с;
- Введение в историю Греции. Обзор источников и очерк разработки греческой истории в XIX и в начале XX в. М.: Коло, 2005. 672 с. ISBN 5-901841-28-X. Тир. 1200 экз.
- Профессор М. М. Лунин (1806—1844). «Харьковский Грановский». К столетию Харьковского университета// ЖМНП. 1905. № 2. С. 321—374.
- История афинской демократии [Архівовано 29 квітня 2009 у Wayback Machine.].- СПб., 1909;
- Краткое введение в историю Греции. -Харьков, 1910. -260 с.
- Школьное дело у древних греков по новым данным // Вестник Европы.- 1911.- № 4.- С. 88-111.
- Исторические этюды.- СПб.: тип. М. М. Стасюлевича, 1911. — 406 с.
- Античность и современность. -Спб.,1913. — 196 с.
- Античность и современность. Современные темы в античной Греции. — Издание 2-е, дополненное. — СПб.: тип. М. М. Стасюлевича, 1914. -210 с.
- Античность и современность. Л.: Наука и школа, 1924. 144 с.
- Современная Германия и немецкая историческая наука XIX столетия. К происхождению современной германской идеологии// Русская мысль. -1915. -№ 2. -С. 24-85.
- Древнейшая цивилизация в Европе. Эгейская или крито-микенская культура.- Харьков: 1916.
- Перикл. Личность. Деятельность. Значение. Образы человечества. — Пг.: Брокгауз-Ефрон, 1923.- 122 с.
- Открытия XIX и начала XX века в области истории Древнего мира. Часть II. Древнегреческий мир. — Пг.: ACADEMIA, 1924. — 182 с.
- Изучение древностей северного побережья Черного моря и их значение с точки зрения греческой и мировой культуры// Научные записки научно-исследовательской кафедры европейской культуры. — Вып. ІІ: История и литература. — Х.: ГИУ, 1927. — С. 7 — 9.
- Всеобщая история и её представители в России в XIX и начале XX века.- Ч. 1. — Л.,1929.- 218 с.
- Всеобщая история и её представители в России в XIX и начале XX века. — Ч. 2. — Л., 1931.- 223 с.